# Suède aux Jeux paralympiques d'hiver de 2018
La Suède aux participe aux Jeux paralympiques d'hiver de 2018 à Pyeongchang, en Corée du Sud, du 9 au 18 mars 2018. Il s'agit de la douzième participation de ce pays aux Jeux paralympiques d'hiver.